# فيث يانغ
فيث يانغ (بالصينية: 杨乃文) (و. 1974  م) هي مغنية، وعارضة تايوانية، ولدت في تايبيه، بدأت مشوارها المهني سنة 1996.

## التعليم
تعلمت في جامعة سيدني
.